# Macrorileya antanimorae
Macrorileya antanimorae är en stekelart som beskrevs av Jean Risbec 1952. Macrorileya antanimorae ingår i släktet Macrorileya och familjen kragglanssteklar.
Artens utbredningsområde är Madagaskar. Inga underarter finns listade i Catalogue of Life.